# Żegnaj, laleczko (film 1975)
Żegnaj, laleczko – amerykański film kryminalny z 1975 roku, na podstawie powieści Raymonda Chandlera.

## Fabuła
Los Angeles, rok 1941. Prywatny detektyw Philip Marlowe otrzymuje zlecenie od gangstera Malloya. Ma znaleźć jego dziewczynę Velmę. Trop prowadzi do nocnego klubu. Kiedy Malloy zabija właściciela, ukrywa się. Marlowe podejmuje się ochrony Lindsaya, który chce odkupić naszyjnik od złodziei. Podczas wymiany Marlowe zostaje ogłuszony, a Lindsay zamordowany.

## Obsada
- Robert Mitchum jako Philip Marlowe
- Charlotte Rampling jako Helen Grayle
- John Ireland jako detektyw Nulty
- Sylvia Miles jako Jessie Halstead Florian
- Anthony Zerbe jako Laird Brunette
- Harry Dean Stanton jako detektyw Billy Rolfe
- Jack O’Halloran jako Moose Malloy
- Joe Spinell jako Nick
- Sylvester Stallone jako Jonnie
- Kate Murtagh jako Frances Amthor
- John O’Leary jako Lindsay Marriott
- Walter McGinn jako Tommy Ray
- Jim Thompson jako sędzia Baxter Wilson Grayle

i inni

## Nagrody i nominacje (wybrane)
Oscary za rok 1975
- Najlepsza aktorka drugoplanowa - Sylvia Miles (nominacja)